# Anagnina

Anagnina is een metrostation in het stadsdeel municipio VII van de Italiaanse hoofdstad Rome. Het station werd geopend op 11 juni 1980 als zuidelijk eindpunt van lijn A van de metro van Rome.

## Geschiedenis
In 1906 werd de tramdienst van de Tranvie dei Castelli Romani tussen Rome en de zuidoostelijke voorsteden geopend. De oostelijke route volgde ten noorden van Osteria del Curato de Via Tuscolana, en ten zuiden daarvan de Via Anagnina. In 1954 volgde de sluiting van de takken naar Frascati en Castel Gandolfo. In 1959 werd besloten om de dienst op de Via Tuscolana te vervangen door een metro en in 1962 werden de tramdiensten ten zuiden van Cinecittà vervangen door busdiensten. Om de interlokale busdiensten een goede aansluiting op de metro te bieden werd bij Osteria del Curato, onder de naam Anagnina, een OV knooppunt gebouwd. Het station werd op 11 juni 1980, 4 maanden na de opening van de lijn, geopend voor reizigersverkeer.     

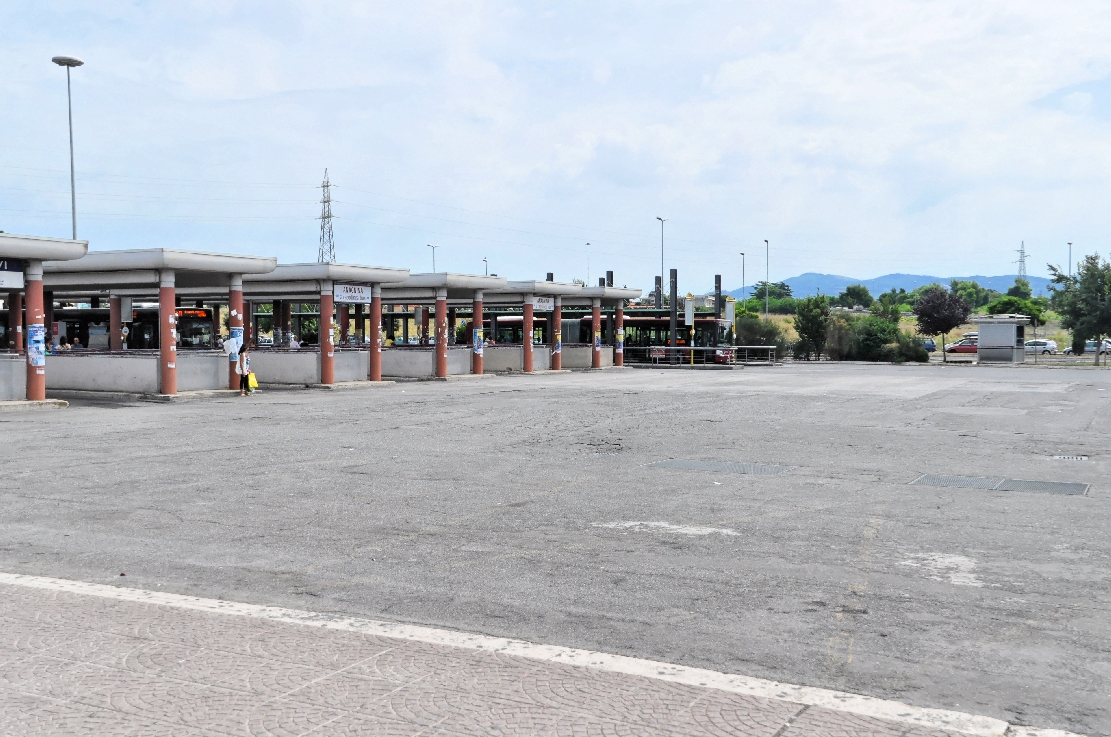
De haltes voor de stadsbussen
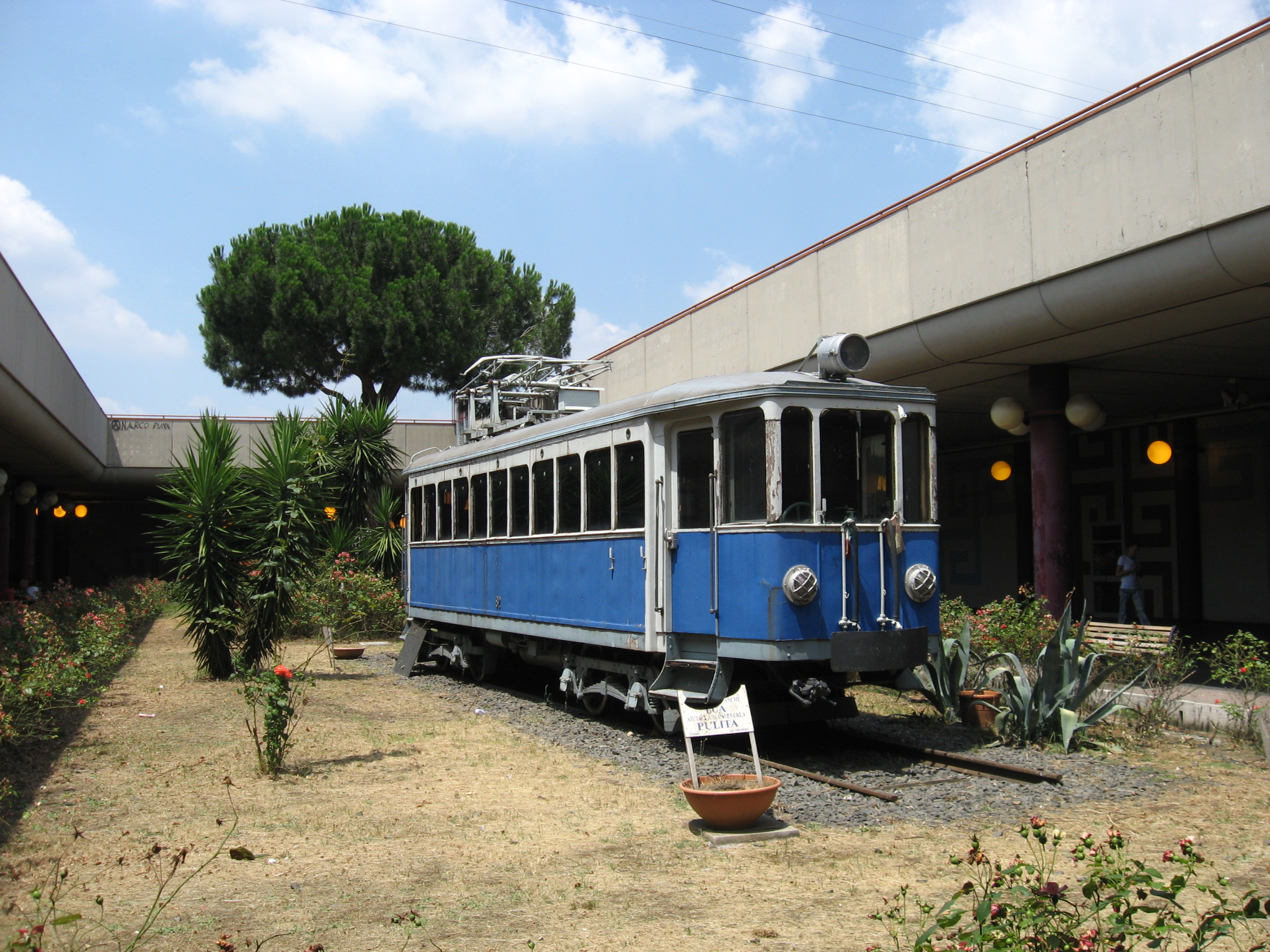
STEFER Tram nr. 82 in het atrium
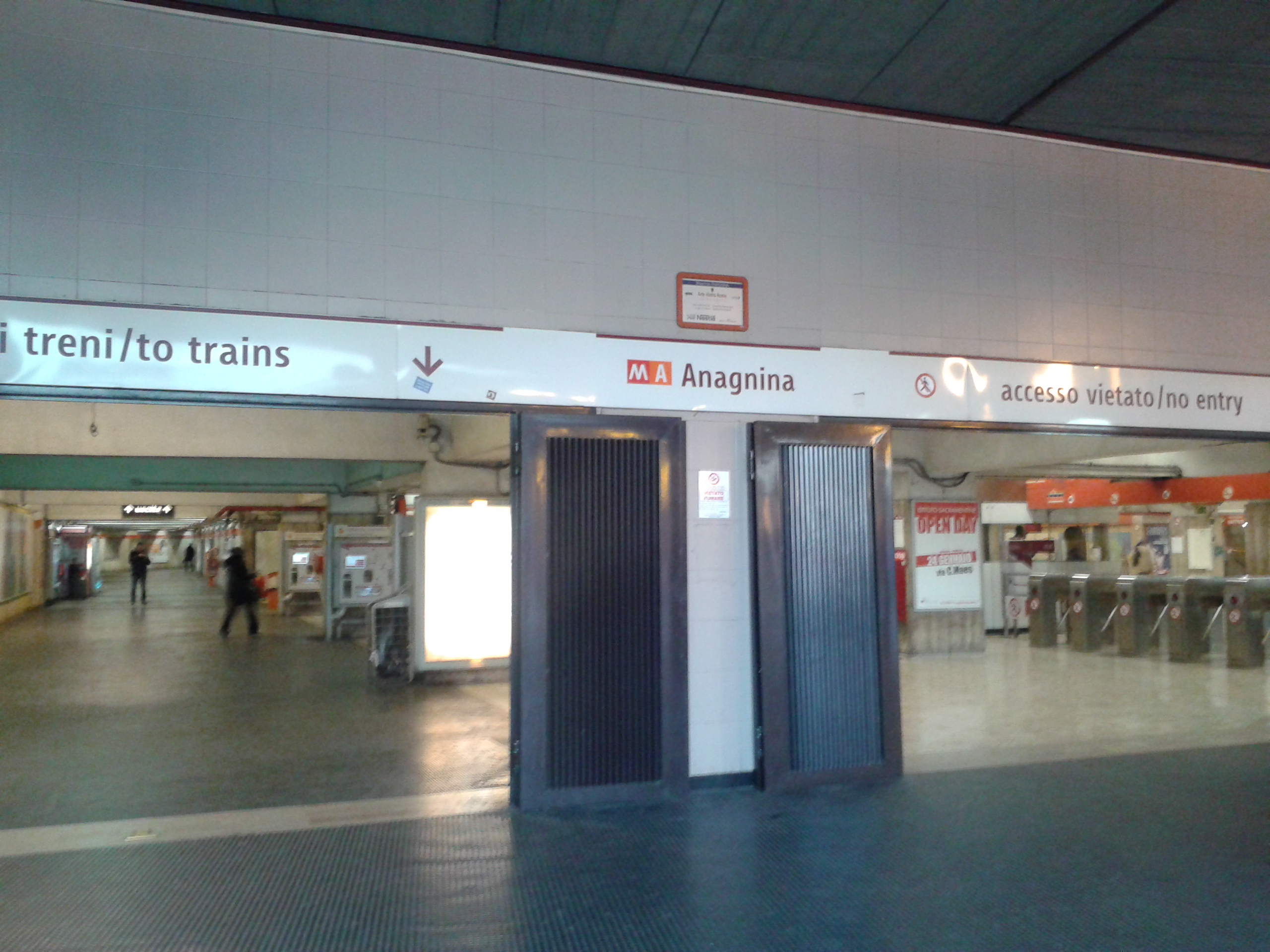
De verdeelhal

## Ligging en inrichting
Het station ligt net binnen de, in 1955 voltooide, ringweg van Rome bij het kruispunt van de Via Tuscolana en de Via Anagnina. Naast het station zijn parkeerplaatsen en parkeergarages voor Parkeer en Reis doeleinden. De bushaltes zijn verdeeld in twee groepen, een voor interlokale bussen en de andere voor stadsvervoer. Het metrostation ligt onder het maaiveld en is ruim opgezet met winkels en horecavoorzieningen rond een atrium in de openlucht. Het atrium is met vaste trappen en roltrappen toegankelijk vanaf de bushaltes en ook Osteria del Curato is via een voetgangerstunnel met het atrium verbonden. In het atrium staat een tram van de tramdienst die door de metro is vervangen. De wanden van het atrium zijn, in het kader van de ArteMetro-Roma prijs, opgesierd met mozaïeken van de Italianen Luigi Veronesi en Lucio Del Pezzo , de Rus Michail Koelakov en de Zwitser Gottfried Honegger. De verdeelhal, met kaartverkoop en een politiepost, grenst aan het atrium aan de kant van de Via Tuscolana. De vertrekkende en aankomende reizigers gebruiken elk een van de zijperrons. Nadat de reizigers zijn uitgestapt rijdt de metro leeg verder naar de kopsporen ten oosten van het station. Hier wisselt de bestuurder van cabine en rijdt de metro in de andere richting naar het vertrekperron.      